# تراموا ماینتس
تراموا ماینتس (آلمانی: Straßenbahnnetz Mainz) سیستم تراموا در شهر ماینتس، آلمان است.
این تراموا که در سال ۱۸۸۳ تأسیس شده دارای ۳ خط، ۴۲ ایستگاه و ۲۹٬۷ کیلومتر طول می‌باشد.

## نگارخانه

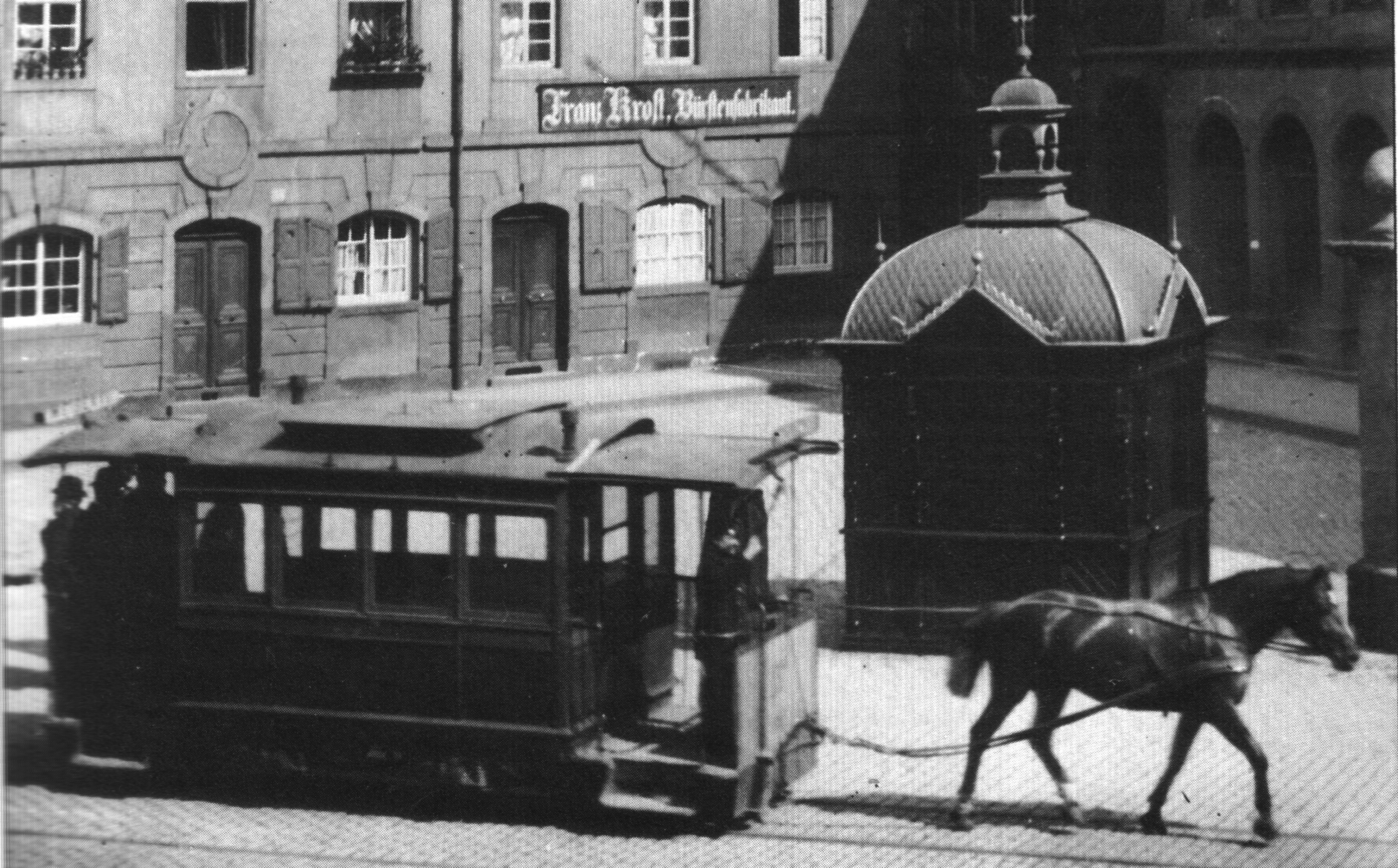
۱۹۰۴
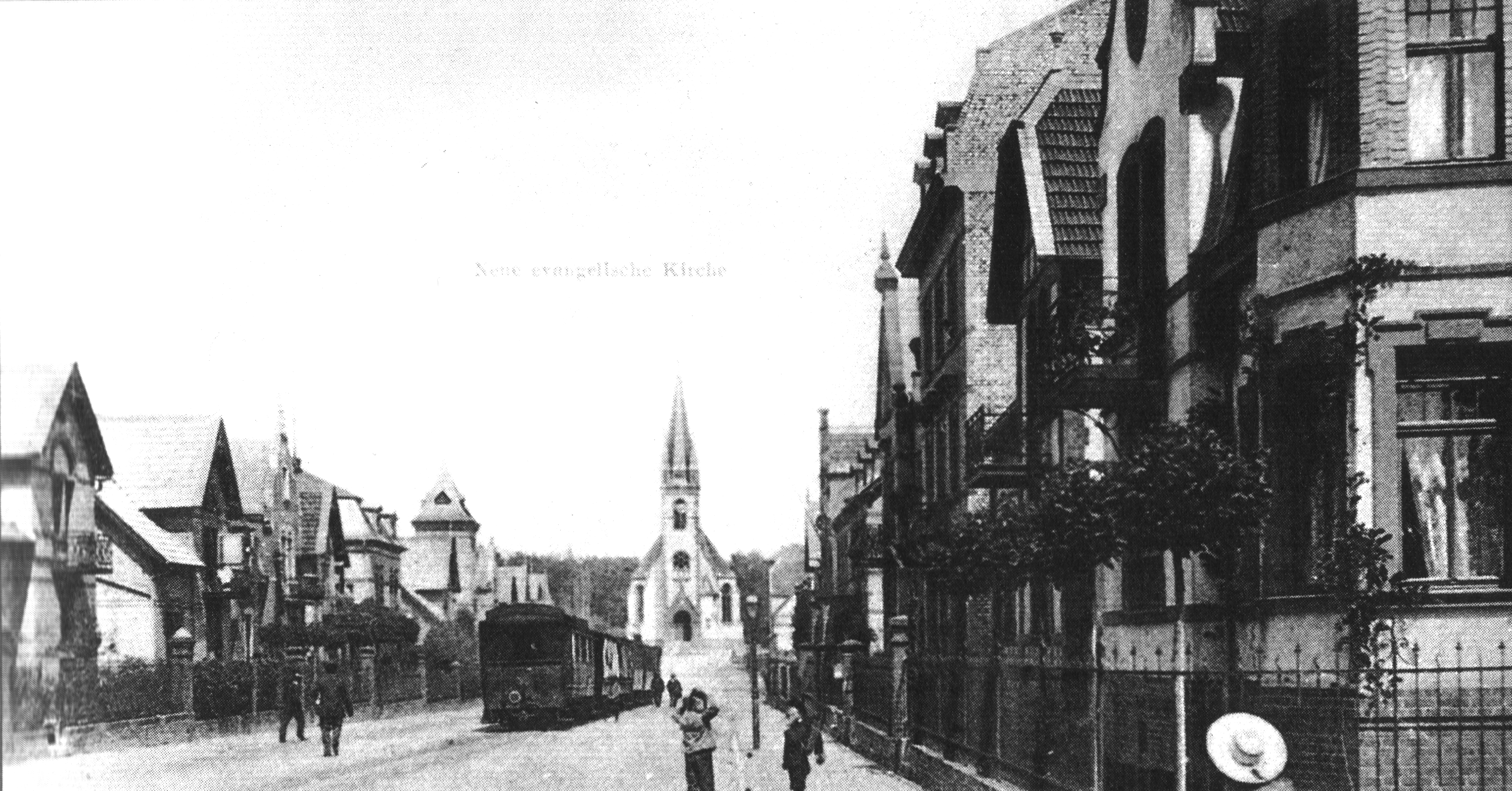
۱۹۰۳
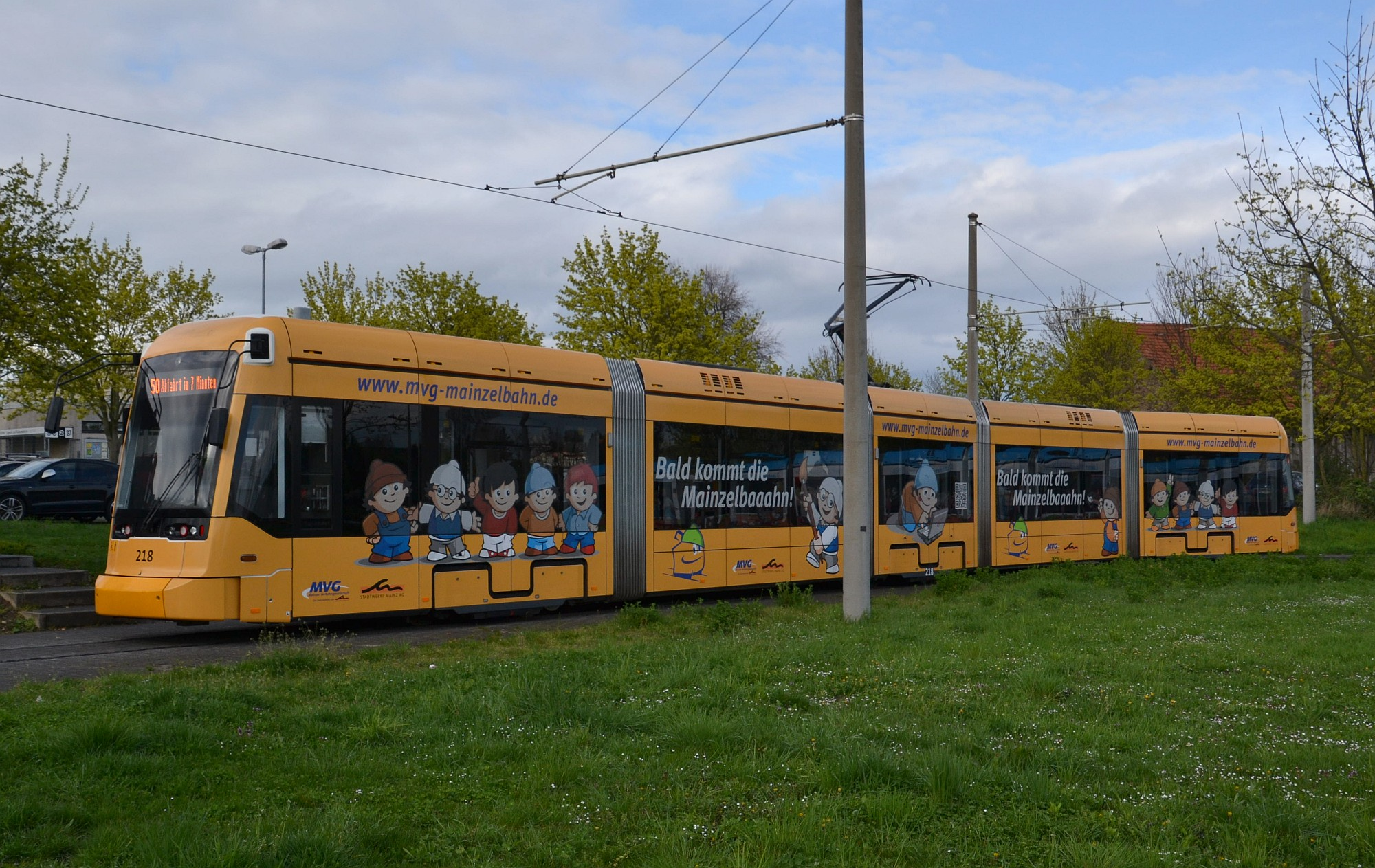
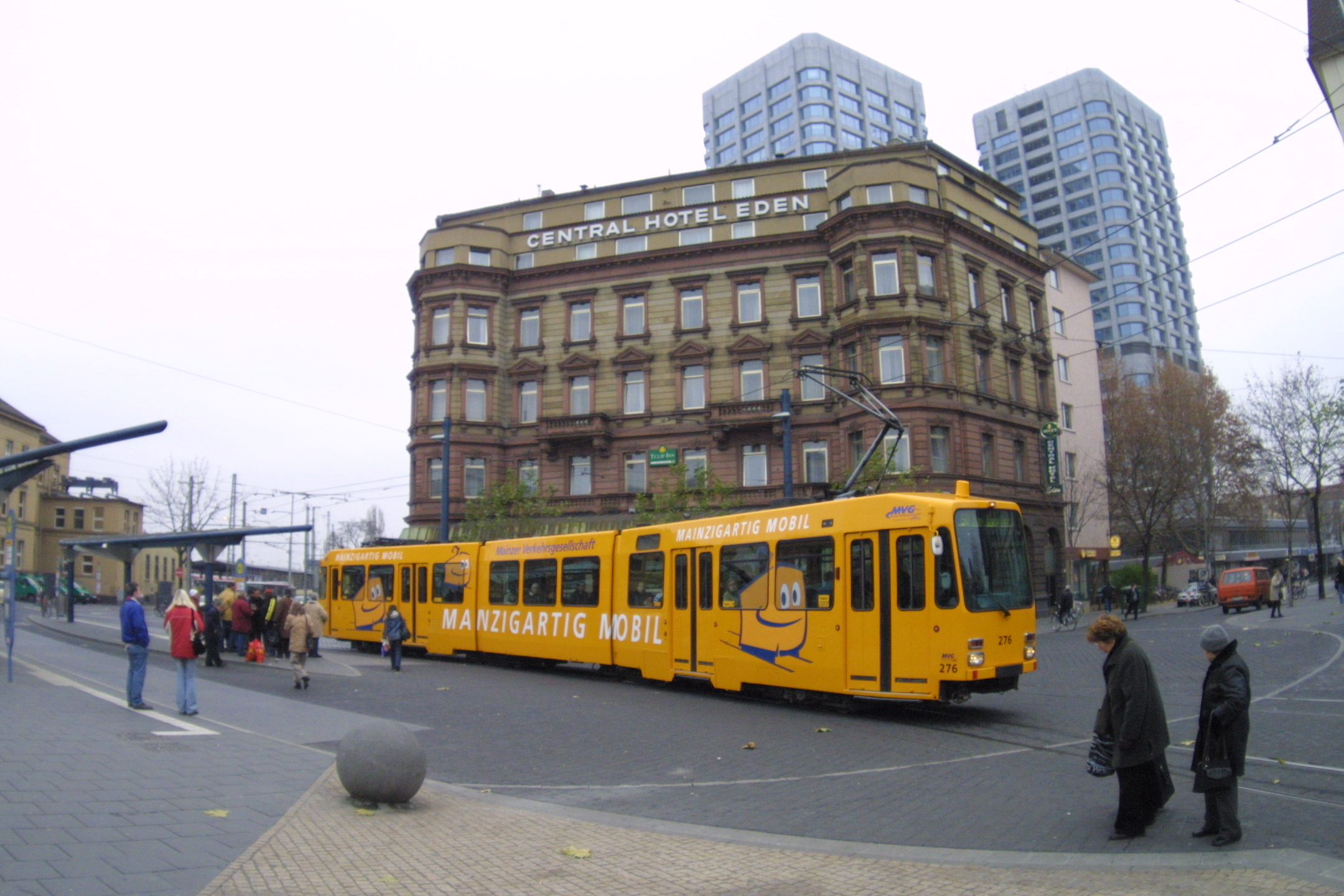